# Fontenille-Saint-Martin-d’Entraigues
Fontenille-Saint-Martin-d’Entraigues település Franciaországban, Deux-Sèvres megyében. Lakosainak száma 534 fő (2022. január 1.). Fontenille-Saint-Martin-d’Entraigues Chérigné, Luché-sur-Brioux, Paizay-le-Chapt és Chef-Boutonne községekkel határos.

## Népesség
A település népességének változása:
| Lakosok száma | 604  | 570  | 558  | 547  | 541  | 533  | 533  | 534  | 534  |
|               | 2013 | 2015 | 2016 | 2017 | 2018 | 2019 | 2020 | 2021 | 2022 |